# Бискайя
Биска́йя (баскский и официально: Bizkaia; испанский: Vizcaya) — провинция на севере Испании в составе автономного сообщества Страна Басков. Административный центр — Бильбао.

## География
Территория — 2217 км² (49-е место).

## История

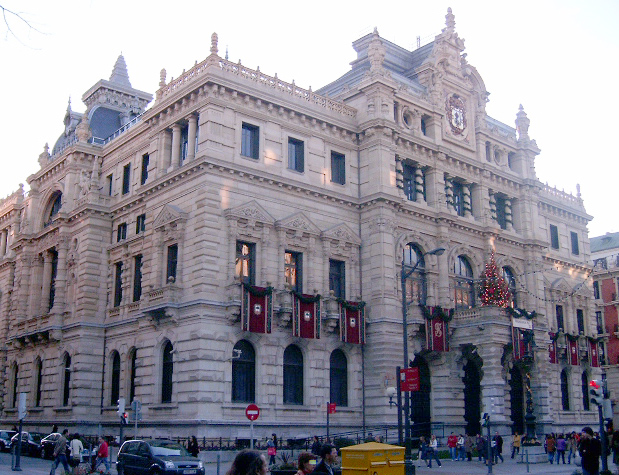
Дворец в Бильбао

Древняя Бискайя образовала во время своей самостоятельности объединенное в 1379 году с Кастилией владение, правитель которого носил титул владетеля Бискайи. Законодательная власть была в руках последнего и хунты народных депутатов, которая собиралась обычно каждые два года, но иногда чаще и в исключительных случаях — под тенью старого дерева у Герники.

## Население
Население — 1,152 млн (9-е место; данные 2009 г.).

## Административное устройство
|  |  |

Районы (комарки):
- Арратия-Нервион
- Бустурияльдеа-Урдайбай
- Дурангесадо
- Лас-Энкартасьонес
- Марген-Искьерда
- Гран-Бильбао
- Леа-Артибай
- Урибе

Список муниципалитетов Бискайи

## Известные уроженцы
- Антонио де Труэба (1819—1889) — испанский поэт и романист.
- Долорес Ибаррури (1895—1989) — деятель испанского и международного коммунистического движения.
- Лесама Перьер, Пачи Хабьер (1967) — скульптор и писатель.
- Хосе Луис Мендилибар (1961) — футбольный тренер.
- Медем, Хулио (1958) — режиссёр, сценарист, продюсер, актёр. Номинант и обладатель наград Каннского и др. кинофестивалей.